# グリゴリー・グリゴリエヴィチ・オルロフ

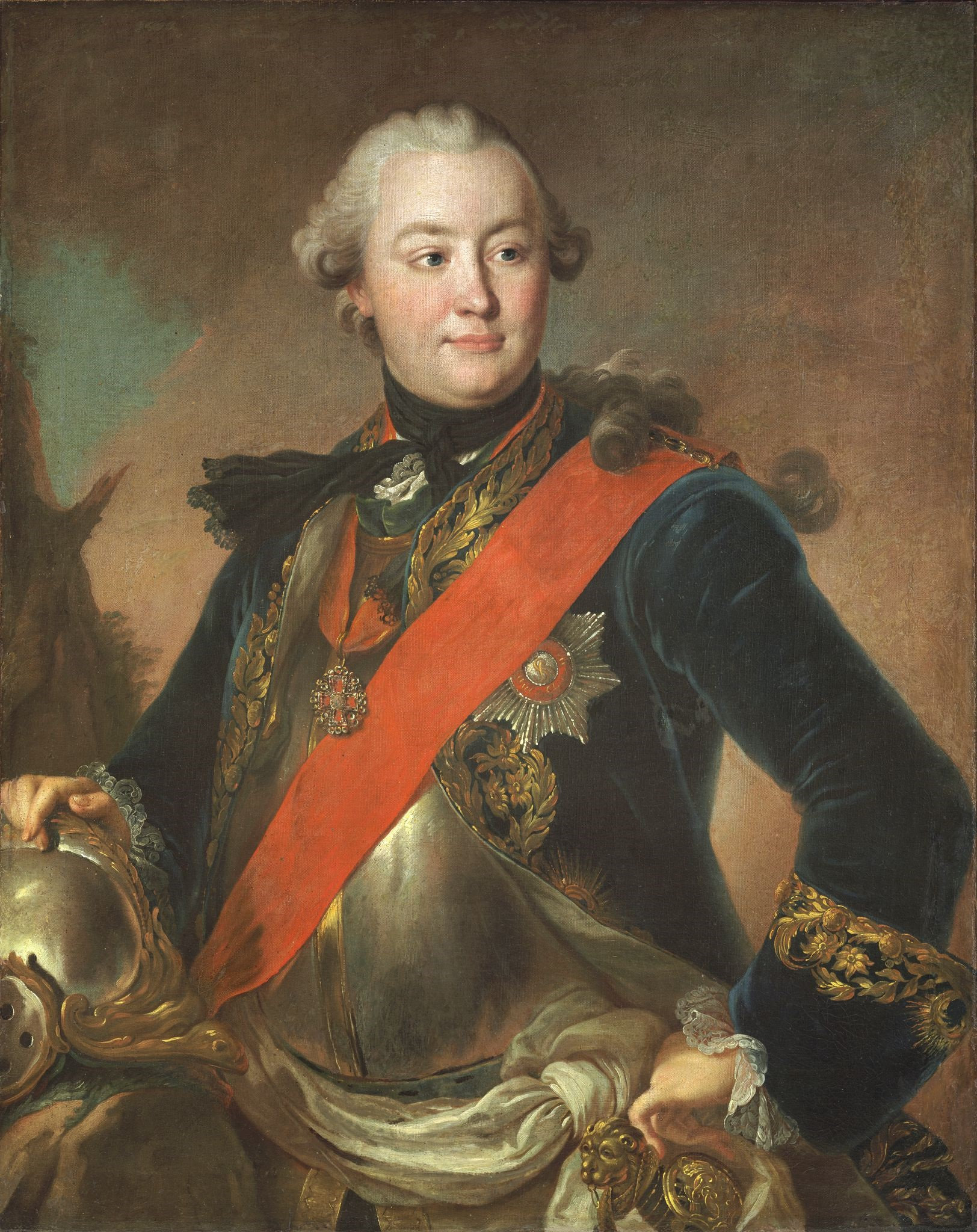
グリゴリー・グリゴリエヴィチ・オルロフ伯爵、フョードル・ロコトフ作、1762年/1763年。

グリゴリー・グリゴリエヴィチ・オルロフ伯爵（ロシア語: Григорий Григорьевич Орлов, tr. Grigory Grigoryevich Orlov、1734年10月17日 - 1783年4月24日（グレゴリオ暦））は、ロシア女帝エカチェリーナ2世の寵臣。エカチェリーナ2世の夫ピョートル3世を廃位してエカチェリーナ2世を女帝に即位させた宮廷クーデターの首謀者であり、クーデターが成功した後は共同統治者同然だったが、不貞を繰り返し、エカチェリーナ2世の顧問たちと対立したことで失脚した。エカチェリーナ2世との間で息子アレクセイ・グリゴリエヴィチ・ボーブリンスキーをもうけたとされる。

## 生涯
大ノヴゴロド総督グリゴリー・イヴァノヴィチ・オルロフの息子として生まれ、サンクトペテルブルクの士官学校で教育を受けた後、七年戦争に参戦して1758年のツォルンドルフの戦いで負傷した。帰国後、砲兵将校としてサンクトペテルブルクで勤務しているとき、大公妃エカチェリーナ・アレクセーエヴナ（のちのエカチェリーナ2世）の愛人となる。1762年、皇帝ピョートル3世を廃位して殺害した宮廷クーデターの首謀者になり、その功績でエカチェリーナ2世によって伯爵、副将、工兵総監、首席大将に叙された。
エカチェリーナ2世は一時オルロフとの結婚を検討するほどだったが、ニキータ・イヴァノヴィチ・パーニン伯爵によって阻止された。それでもオルロフの権勢は絶大であり、特にフョードル・アレクセーエヴィチ・ヒトロヴォーによるオルロフ家を皆殺しにする陰謀が露見した後はなおさらであった。グリゴリー・オルロフは政治家としての資質に欠けていたが、当意即妙の機知に富み、時事問題に関する正確な視点を持ち合わせていた。エカチェリーナ2世の治世当初にあっては有能かつ女帝と共鳴する顧問として国政に関与し、愛国心と経済的な動機から農奴制の問題に熱中して農奴の部分的解放による生活の改善を主張した。また、啓蒙専制君主然としたエカチェリーナ2世の歓心を得ようとして、学術会議「自由経済協会」の総裁に就任し、さらに1767年の全ロシア法制委員会における最も著名な主唱者でもあった。

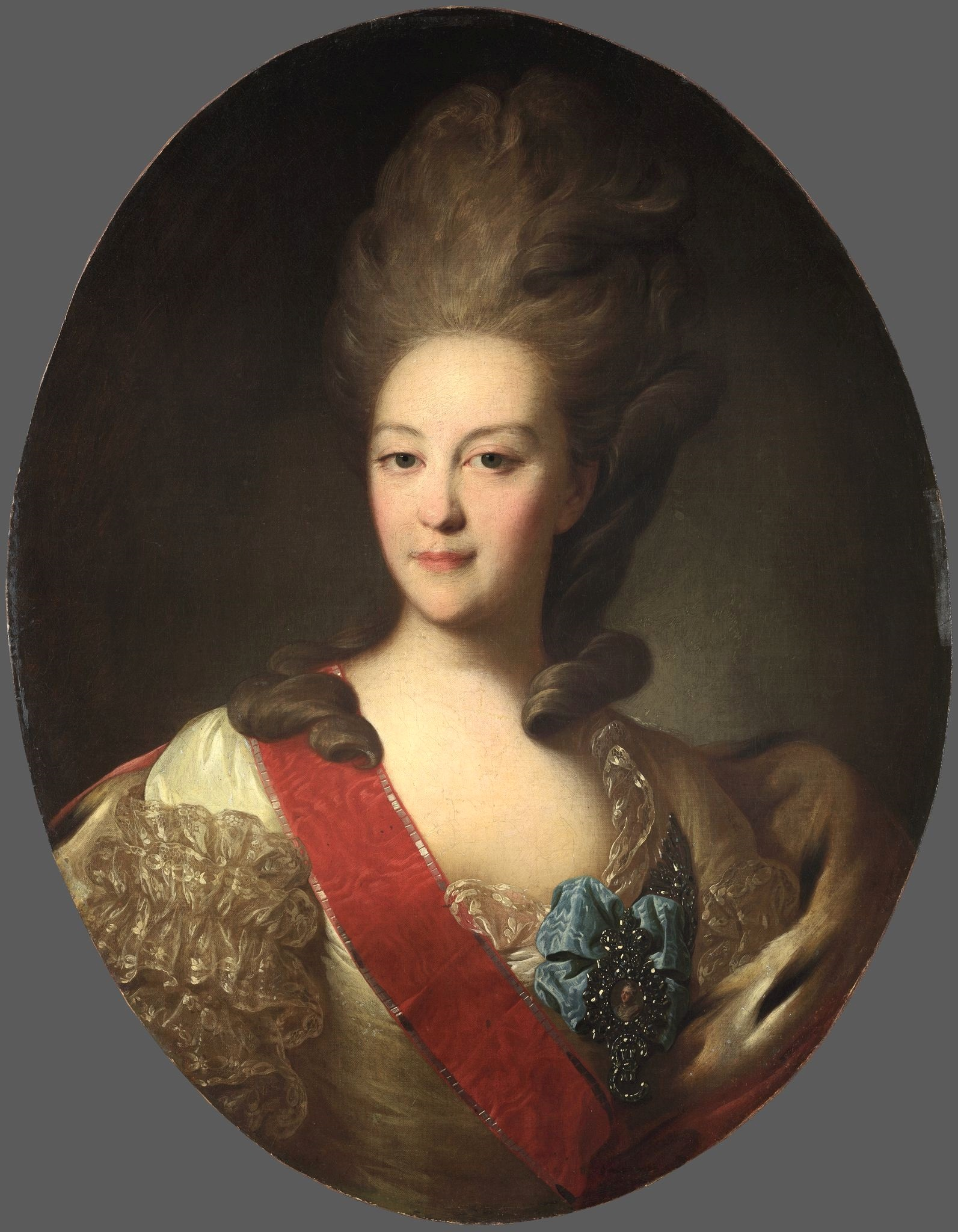
エカチェリーナ・ニコラエヴナ・ジノヴィエヴァ、フョードル・ロコトフ作、1779年。

オルロフはオスマン帝国からキリスト教徒を解放しようというスラヴ派の主張を提唱した初期の人物であり、1771年にはロシア代表としてフォクシャニ平和会議に派遣されたが、オスマン帝国が強硬だったのと（パーニンによると）オルロフの外交姿勢が横柄だったため失敗に終わった。一方、サンクトペテルブルクではパーニンらオルロフの政敵が策謀をめぐらして、オルロフが13歳の親族をつまみ食いしたと女帝に告発したため、女帝の寵愛がより若いアレクサンドル・ヴァシリチコフに移った。さらにヴァシリチコフがグリゴリー・ポチョムキンにとってかわると、許可のないままサンクトペテルブルクに帰ってきたオルロフは巨大なオルロフ・ダイヤモンドを女帝に贈ったにもかかわらず地位を完全に失い、外国に渡った。晩年にエカチェリーナ・ニコラエヴナ・ジノヴィエヴァと結婚したが子供はなく、1780年にモスクワに戻った後、数か月後に死去した。
オルロフの死後、エカチェリーナ2世は「私はこの悲しい出来事への準備がとうのむかしに整っていたが、やはり私の心の奥深くを揺さぶられてしまいます。人々は私を慰問し、私はこのような場合で言うべき言葉を自分に繰り返してかけるが、私の唯一の答えは涙を押し殺すことだった。私は耐えられないほど苦しんでいます。」と記述した。